# Gondanglegi (Prambon)
Gondanglegi is een bestuurslaag in het regentschap Nganjuk van de provincie Oost-Java, Indonesië. Gondanglegi telt 7949 inwoners (volkstelling 2010).